# Eita (Kiribati)
Pour les articles homonymes, voir Eita (acteur).
Eita est une petite ville de Tarawa-Sud, la capitale des Kiribati. Elle compte 3 921 habitants au recensement de 2020.